# 我們的太陽系列
我們的太陽由科樂美公司出品的動作角色扮演遊戲系列，由小島秀夫監製。配音人員由マウスプロモーション所屬。Game Boy Advance上的首作《我們的太陽》發行於2003年。

## 特色
史上第一款利用太陽光作為攻擊能源的另類動作RPG，本作的卡匣中內藏太陽光感應器，玩家可以藉其收集太陽光，來為遊戲中的武器—太陽槍增加能量，除此以外還能以太陽光來攻擊遊戲中的怪物。
『我們的太陽 Django&Sabata』廢掉太陽光感應器，決定以新的觀點，呈現故事，外國版把名字改為「我們的太陽 Lunar Knights(月光騎士)」，主角名稱也改變。

## 作品列表
- 我們的太陽（簡稱僕太）（GBA）
  - ボクらの太陽 (日版簡稱ボクタイ) — 發行日：2003年7月17日
  - Boktai: The Sun Is in Your Hand
- 續・我們的太陽 太陽少年強哥（簡稱續太）（GBA）
  - 続・ボクらの太陽 太陽少年ジャンゴ (日版簡稱ゾクタイ)　— 發行日：2004年7月22日
  - Boktai 2: Solar Boy Django
- 新・我們的太陽 薩巴塔的逆襲（簡稱新太）（GBA）
  - 新・ボクらの太陽 逆襲のサバタ (日版簡稱シンボク)　— 發行日：2005年7月28日
  - Boktai 3: Sabata's Counterattack
- 我們的太陽 Django&Sabata (簡稱僕太DS)（DS）
  - ボクらの太陽 Django&Sabata (日版簡稱ボクタイDS)　— 發行日：2006年11月22日
  - Lunar Knights
- 太陽少年（漫畫）
  - 太陽少年ジャンゴ（漫畫）
  - 共八卷，原案：小島秀夫，作畫：肘岡 誠，台灣由東立代理，張益豐翻譯。

## 概要

### 我們的太陽
太陽被黑暗覆蓋，當生死的輪迴被不死族與暗之一族Immortal(イモータル)介入之時，是黑暗時代的來訪，人們忘卻太陽，被黑暗一族不死族的吸血變異所襲虐的太陽的故鄉－太陽街聖・米格爾(サン・ミゲル)，傳說中最強的吸血鬼獵人紅之林哥的兒子，太陽少年強哥繼承父親的愛槍太陽槍ガン・デル・ソル，為了報殺父之仇追趕吸血鬼領主伯爵拜訪死の都イストラカン，與以前跟父親旅行的太陽使者天鼓大人相遇，並救出被伯爵抓走的大地巫女莉塔，與生離死別哥哥薩巴塔重逢，強哥即將探索イモータル的謎團。

### 續・我們的太陽 太陽少年強哥
結束在死之都旅行的強哥回到故鄉朝著聖・米格爾(サン・ミゲル)前進，卻被突然出現的謎之吸血鬼，戰鬥結束時報上自己姓名時奪走，失去太陽槍，與亡靈戰鬥毫無策略的強哥一行人，有一位自稱是札琪的魔法少女出現，給強哥魔法機械ソル・デ・バイス，在千鈞一髮之際淨化亡靈，平安通過未淨化的死之街回到故鄉。暗中活躍的新敵人Immortal(イモータル)四兄妹。借助太居民和哥哥薩巴塔的幫助，強哥新的冒險展開。

### 新・我們的太陽 薩巴塔的逆襲
在聖・米格爾(サン・ミゲル)戰鬥結束後，強哥不知道被什麼人下手，埋葬封印在地下牢獄。依靠吸血鬼之血復活的強哥與天鼓大人一起從地下牢獄逃出，在那裡知道Immortal(イモータル)薩巴塔打算要降下大災難讓破壞之獸霍南迦德(ヴァナルガンド)復活。薩巴塔真的打算要引導世界毀滅崩壞嗎？

### 我們的太陽 Django&Sabata
在星星之間各式各樣文明交流的時代，位於邊境的行星─地球，傳說讓人們害怕的吸血鬼，利用星星的技術製作強化衣服「棺桶スーツ」、環境改變系統「ギジタイ」，召喚異界的天空，克服太陽光，人們在沒有明天的夜晚中，不是做吸血鬼的奴隸就是死，與吸血鬼作戰最後被逼迫選擇死亡，在這樣的世界中，只有持續獵捕吸血鬼的劍士，和抱持心中有太陽理念的槍士，兩人的戰鬥即將開始。

## 用語

### 共通
太陽
釋放生命之光培育生命的星。
太陽槍（太陽銃）
以太陽的光作子彈的槍。GBA版有「ガン・デル・ソル」的名稱，太陽之子的遺產，只有有太陽之子的血統的人才能使用。《僕太》為主要武器、《續太》由於故事開始吸血鬼被奪走，最後才奪回來。
DS版就是アクーナギルド成員的武器，裡面有出現在GBA版裡的太陽槍稱為「老舊的太陽槍」。
暗黑槍（暗黒銃）
對照太陽槍用黑暗力量為子彈的槍。GBA版有「ガン・デル・ヘル」的名稱，薩巴塔的主要武器。
DS版裡設定有些差異為吸血鬼一人使用，裡面有出現在GBA版裡的黑暗槍稱為「壞掉的黑暗槍」。
Immortal（イモータル）
闇之一族。拒絕做為人而生和死的人，被擊倒後如果不用太陽光淨化會多次復活。
擁有「死之一族」，「影之一族」，「魔之一族」等眾多派系，各派係都在爭奪權力。
DS版設定不同，它是統治銀河宇宙的種族的總稱。
吸血鬼（ヴァンパイア）
闇之一族的眷族。
DS版設定不同。

### GBA版的用語
太陽之子（太陽仔）
可使用太陽之力的一族。強哥和林哥就是，薩巴塔也繼承這個血液，但比強哥少。
太陽機ソル・デ・バイス
《續太》中登場。被奪走太陽槍的強哥從札琪那邊獲得的魔法手甲。是太陽之子的遺產，能付加所有的屬性。《新太》中，貌似被薩巴塔毀壞。
太陽意志（ソル）
孕育和守護生命太陽的意思。依照這個意思具現化太陽精靈天鼓大人。
太陽樹
擁有淨化大地的力量，維持生命體系。能培育它的只有大地的巫女。
銀河意志（ダーク）
讓所有的生命吸血變異化的意思。
黑暗之子（暗黒仔）
能操控黑暗力量的一族。大部分來自Immortal(イモータル)。薩巴塔、達因、拉塔特斯克就是。
月光之子（月光仔）
能接受所有元素力量的一族。繼承這個血液可以獲得不受吸血變異化的體質。薩巴塔和瑪妮就是。強哥也繼承這個血液，但比薩巴塔少。
月下美人
星‧月之巫女能抵擋太陽光，支配慈愛與瘋狂。能自由的運用、接受所有元素的力量。瑪妮是最後的倖存者，她死後，不知道什麼原因使薩巴塔繼承。
大地巫女（大地の巫女）
守護、培育太陽樹力量的巫女。莉塔就是。
吸血變異（吸血変異）
被吸血鬼或Immortal(イモータル)吸血的人就會變成殭屍或亡靈。持有月光之子(月光仔)的血液不受影響。
魔女
生來就有人類所沒有的異能力量的女性們。在世紀末魔女和Immortal(イモータル)都是人們害怕的存在，死在人類之手的魔女也不少，嘆息魔女卡蜜拉就是其中一位犧牲者。但也有像向日葵少女一樣例外。
暗黒物質（ダークマター）
對於吸血鬼或Immortal(イモータル)來說是不可或缺的物質。

### DS版的用語
星靈獸
依照星星所擁有的自然力量所具現化的精靈。
ギジタイ（擬似太陽）
環境改變系統。讓吸血鬼們召喚異界的天空，不受太陽光影響。
棺桶套裝（棺桶スーツ）
吸血鬼的強化服。為了讓吸血鬼不受太陽光危害的必備品。其實薩巴塔大衣下的服裝就是試作品。
魔法衛星向日葵（魔法衛星ひまわり）
為愛莉絲拿來使用太陽光束淨化吸血鬼的衛星。然而它是在擬似太陽以外的宇宙空間，不能使用，要搭載火箭到外太空使用。
人造人（人造人間）
使用禁忌魔法科學創造的非人類生命，為吸血鬼的奴隸。其中大多數是被稱為吸血鬼新娘的女性。
三槍士（三銃士）
對公會中使用太陽槍技術非常高超三人的稱號。

### DS版的世界觀
《我們的太陽DS》世界觀中，主角換成新一季，根據攻略本的記載，不是在新・我們的太陽崔尼帝與強哥擊倒破壞之王拉塔特斯克的新未來世界，而是強哥失敗後被拉塔特斯克支配後的世界，據說是傳說的戰士崔尼帝歸來推翻拉塔特斯克的世界。
可是天鼓的設定在這裡產生矛盾。

## 外部連結
- （日語）ボクらの太陽 （页面存档备份，存于）
- （日語）続・ボクらの太陽 太陽少年ジャンゴ （页面存档备份，存于）
- （日語）新・ボクらの太陽 逆襲のサバタ （页面存档备份，存于）
- （日語）ボクらの太陽 Django&Sabata （页面存档备份，存于）
- （英文）Lunar Knights （页面存档备份，存于）